# Klaus Clusius
Klaus Paul Alfred Clusius, né le 19 mars 1903 et mort le 28 mai 1963, est un physicien allemand.
Durant la Seconde Guerre mondiale, il est membre du projet nucléaire allemand.
En 1958, il reçoit le prix Marcel-Benoist.